# Park So-jin
Park So-jin (hangul: 박소진), även känd under artistnamnet Sojin (hangul: 소진), född 21 maj 1986 i Daegu, är en sydkoreansk sångerska, låtskrivare och skådespelare.
Hon har varit ledare för den sydkoreanska tjejgruppen Girl's Day sedan gruppen debuterade 2010.

## Diskografi

### Singlar
| År   | Titel                                               | Topplacering          |
| År   | Titel                                               | Sydkorea (Gaon Chart) |
| ---- | --------------------------------------------------- | --------------------- |
| 2011 | "Bum Bum Bum" (med Song Ho-bum)                     | —                     |
| 2013 | "In the Summer" (med Zizo, cover av Deux)           | —                     |
| 2014 | "Three Things I Want to Give You" (av Crucial Star) | —                     |
| 2014 | "Finale" (med Dok2)                                 | —                     |
| 2015 | "On Rainy Days" (med Kim Tae-bum)                   | —                     |

### Soundtrack
| År   | Titel                      | Topplacering          | Serie                |
| År   | Titel                      | Sydkorea (Gaon Chart) | Serie                |
| ---- | -------------------------- | --------------------- | -------------------- |
| 2011 | "Our Love Like This"       | —                     | Flames of Desire     |
| 2013 | "I Want to Turn Back Time" | —                     | Passionate Love      |
| 2015 | "Dizzy"                    | —                     | The Family Is Coming |
| 2015 | "It Hurts" (med Zico)      | —                     | Mask                 |
| 2015 | "Everyday With You"        | —                     | Reply 1988           |

## Filmografi

### TV-drama
| År   | Titel                 | Kanal     | Roll          |
| ---- | --------------------- | --------- | ------------- |
| 2011 | I Trusted Him         | MBC       | cameoroll     |
| 2014 | The Greatest Marriage | TV Chosun | Lee Yoo-ri    |
| 2015 | The Family Is Coming  | SBS       | Choi Dong-joo |